# Spanyol labdarúgó-bajnokcsapatok listája
Ez a lista a spanyol labdarúgó-bajnokság első osztályának eddigi összes győztesét mutatja be. A bajnokság létrejötte előtt a Copa Del Rey számított az egyetlen országos szintű rendezvénynek, majd 1929-ben elindult az első osztályú bajnokság küzdelmei. A bajnokságot 1936 és 1939 között a spanyol polgárháború miatt nem rendezték meg . A legsikeresebb spanyol klub a Real Madrid CF, amely eddig 36 bajnoki címet szerzett, a második helyen az FC Barcelona 28 bajnoki címmel és a harmadik helyen az Atlético Madrid 11 bajnoki címmel.

## Bajnokok
A bajnokság győztesei
- 1929: FC Barcelona
- 1929–1930: Athletic Bilbao
- 1930–1931: Athletic Bilbao
- 1931–1932: Madrid CF
- 1932–1933: Madrid CF
- 1933–1934: Athletic Bilbao
- 1934–1935: Betis Balompié
- 1935–1936: Athletic Bilbao
- 1939–1940: Atlético Aviación
- 1940–1941: Atlético Aviación
- 1941–1942: Valencia CF
- 1942–1943: Athletic Bilbao
- 1943–1944: Valencia CF
- 1944–1945: FC Barcelona
- 1945–1946: Sevilla FC
- 1946–1947: Valencia CF
- 1947–1948: FC Barcelona
- 1948–1949: FC Barcelona
- 1949–1950: Atlético Madrid
- 1950–1951: Atlético Madrid
- 1951–1952: FC Barcelona
- 1952–1953: FC Barcelona
- 1953–1954: Real Madrid
- 1954–1955: Real Madrid
- 1955–1956: Athletic Bilbao
- 1956–1957: Real Madrid
- 1957–1958: Real Madrid
- 1958–1959: FC Barcelona
- 1959–1960: FC Barcelona
- 1960–1961: Real Madrid
- 1961–1962: Real Madrid
- 1962–1963: Real Madrid
- 1963–1964: Real Madrid
- 1964–1965: Real Madrid
- 1965–1966: Atlético Madrid
- 1966–1967: Real Madrid
- 1967–1968: Real Madrid
- 1968–1969: Real Madrid
- 1969–1970: Atlético Madrid
- 1970–1971: Valencia CF
- 1971–1972: Real Madrid
- 1972–1973: Atlético Madrid
- 1973–1974: FC Barcelona
- 1974–1975: Real Madrid
- 1975–1976: Real Madrid
- 1976–1977: Atlético Madrid
- 1977–1978: Real Madrid
- 1978–1979: Real Madrid
- 1979–1980: Real Madrid
- 1980–1981: Real Sociedad
- 1981–1982: Real Sociedad
- 1982–1983: Athletic Bilbao
- 1983–1984: Athletic Bilbao
- 1984–1985: FC Barcelona
- 1985–1986: Real Madrid
- 1986–1987: Real Madrid
- 1987–1988: Real Madrid
- 1988–1989: Real Madrid
- 1989–1990: Real Madrid
- 1990–1991: FC Barcelona
- 1991–1992: FC Barcelona
- 1992–1993: FC Barcelona
- 1993–1994: FC Barcelona
- 1994–1995: Real Madrid
- 1995–1996: Atlético Madrid
- 1996–1997: Real Madrid
- 1997–1998: FC Barcelona
- 1998–1999: FC Barcelona
- 1999–2000: RC Deportivo La Coruña
- 2000–2001: Real Madrid
- 2001–2002: Valencia CF
- 2002–2003: Real Madrid
- 2003–2004: Valencia CF
- 2004–2005: FC Barcelona
- 2005–2006: FC Barcelona
- 2006–2007: Real Madrid
- 2007–2008: Real Madrid
- 2008–2009: FC Barcelona
- 2009–2010: FC Barcelona
- 2010–2011: FC Barcelona
- 2011–2012: Real Madrid
- 2012–2013: FC Barcelona
- 2013–2014: Atlético Madrid
- 2014–2015: FC Barcelona
- 2015–2016: FC Barcelona
- 2016–2017: Real Madrid
- 2017–2018: FC Barcelona
- 2018–2019: FC Barcelona
- 2019–2020: Real Madrid
- 2020–2021: Atlético Madrid
- 2021–2022: Real Madrid
- 2022–2023: FC Barcelona
- 2023–2024: Real Madrid
- 2024–2025: FC Barcelona

## Bajnoki győzelmek klubonként
| Klub                | Győzelem | Szezon |
| ------------------- | -------- | --- |
| Real Madrid CF      | 36       | 1931–1932, 1932–1933, 1953–1954, 1954–1955, 1956–1957, 1957–1958, 1960–1961, 1961–1962, 1962–1963, 1963–1964, 1964–1965, 1966–1967, 1967–1968, 1968–1969, 1971–1972, 1974–1975, 1975–1976, 1977–1978, 1978–1979, 1979–1980, 1985–1986, 1986–1987, 1987–1988, 1988–1989, 1989–1990, 1994–1995, 1996–1997, 2000–2001, 2002–2003, 2006–2007, 2007–2008, 2011–2012, 2016–2017, 2019–2020, 2021–2022, 2023–2024 |
| FC Barcelona        | 28       | 1929, 1944–1945, 1947–1948, 1948–1949, 1951–1952, 1952–1953, 1958–1959, 1959–1960, 1973–1974, 1984–1985, 1990–1991, 1991–1992, 1992–1993, 1993–1994, 1997–1998, 1998–1999, 2004–2005, 2005–2006, 2008–2009, 2009–2010, 2010–2011, 2012–2013, 2014–2015, 2015–2016, 2017–2018, 2018–2019, 2022–2023, 2024-2025                                                                                              |
| Atlético Madrid     | 11       | 1939–1940, 1940–1941, 1949–1950, 1950–1951, 1965–1966, 1969–1970, 1972–1973, 1976–1977, 1995–1996, 2013–2014, 2020–2021 |
| Athletic Bilbao     | 8        | 1929–1930, 1930–1931, 1933–1934, 1935–1936, 1942–1943, 1955–1956, 1982–1983, 1983–1984 |
| Valencia            | 6        | 1941–1942, 1943–1944, 1946–1947, 1970–1971, 2001–2002, 2003–2004 |
| Real Sociedad       | 2        | 1980–1981, 1981–1982 |
| Deportivo La Coruña | 1        | 1999–2000 |
| Sevilla             | 1        | 1945–1946 |
| Real Betis          | 1        | 1934–1935 |